# Балакшин, Павел Николаевич
Па́вел Никола́евич Бала́кшин (10 июля 1936, с. Дементьево, Котласский район, Северный край, РСФСР, СССР — 15 апреля 2024, Архангельск, Россия) — советский и российский государственный деятель, глава администрации Архангельской области с 1991 по 1996 год, мэр Архангельска с 1996 по 2000 год.
Лауреат Государственной премии СССР, Почётный гражданин города Архангельска (2011).

## Биография
Родился 10 июля 1936 года в селе Дементьево Котласского района Северного края (ныне Архангельской области) в семье рабочих, русский. Отец Николай Степанович (1906—1975), мать Анна Алексеевна (1907—1973).
Трудовую деятельность начал в 1952 году в колхозе «Мир». Работал бакенщиком, матросом, рулевым в Северном речном пароходстве, слесарем на железной дороге. С 1955 по 1958 год проходил воинскую службу в Киевском военном округе, старшим механиком радиолокационного оборудования.
Окончил заочно Архангельский лесотехнический институт в 1972 году, Сокольский целлюлозно-бумажный техникум в 1965 году.
С 1959 по 1985 год — слесарь, затем — старший машинист, старший мастер насосных станций, старший мастер картонной фабрики, заместитель главного инженера, главный инженер Котласского целлюлозно-бумажного комбината, пос. Коряжма, Архангельская область.
С 1985 по 1987 год — директор дирекции строительства Ардинского целлюлозно-бумажного комбината всесоюзного производственного объединения (ВПО) «Союзбумага» (Йошкар-Ола).
С 1987 по 1990 год — главный инженер ВПО «Союзцеллюлоза» Минлеспрома СССР, генеральный директор Архангельского целлюлозно-бумажного комбината.
С 1990 по 1991 годы — председатель исполнительного комитета Архангельского областного Совета народных депутатов.
19 сентября 1991 года Указом Президента РФ Бориса Ельцина Павел Балакшин назначен главой администрации Архангельской области.
В декабре 1993 года был избран депутатом Совета Федерации первого созыва от Архангельской области.
В январе 1996 года вошёл в состав Совета Федерации второго созыва. Был избран членом Комитета Совета Федерации по делам Федерации, Федеративному договору и региональной политике.
21 февраля 1996 года был освобождён от должности главы администрации Архангельской области. 15 марта 1996 года был выведен из состава членов СФ второго созыва.
С 1996 по 2000 год — мэр Архангельска.
С 1 сентября 2001 по 2007 годы — директор института повышения квалификации и переподготовки кадров АГТУ.
Являлся общественным представителем губернатора в муниципальном образовании «Город Архангельск».
28 апреля 2011 года, Павлу Николаевичу было присвоено звание «Почётный гражданин города Архангельска». Знаки отличия и соответствующие документы, были вручены в торжественной обстановке, в ходе празднования Дня города (26 июня 2011 года). На Доске почета, где написаны имена всех почётных граждан города, установят памятную табличку с его именем.
Скончался 15 апреля 2024 года после продолжительной болезни в реанимации первой городской больницы Архангельска на 88-м году жизни. Похоронен 18 апреля на Вологодском кладбище Архангельска.

## Награды

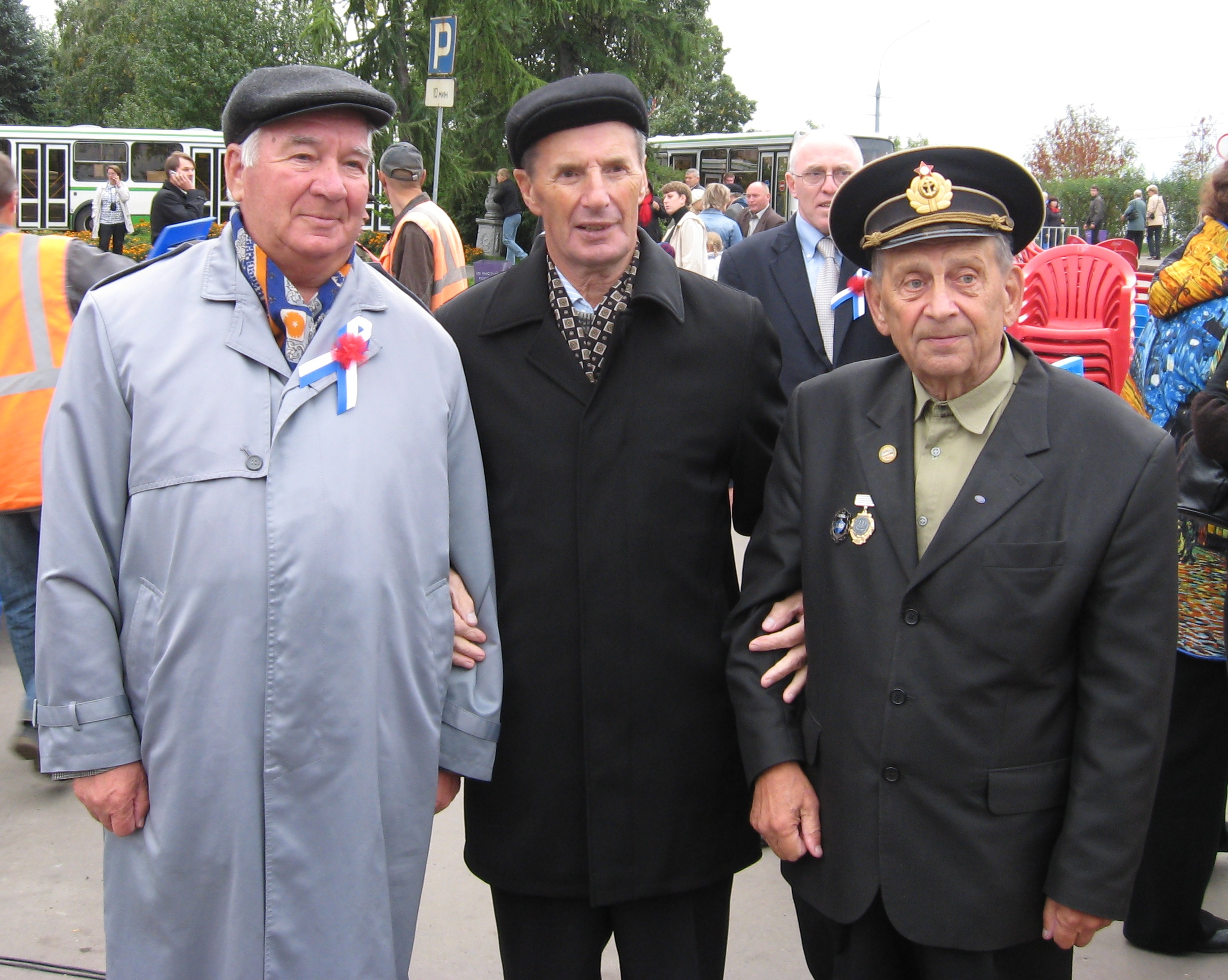
Павел Николаевич (в центре) на церемонии открытия стелы «Город воинской славы» в Архангельске

- Орден «За заслуги перед Отечеством» IV степени (6 января 1999) — за заслуги перед государством, высокие достижения в производственной деятельности и большой вклад в укрепление дружбы и сотрудничества между народами[7]
- Звание «Почётный гражданин города Архангельска» (28 апреля 2011) — за большой личный вклад в социально-экономическое развитие Архангельска.[1]
- Архиерейская грамота (2006)
- Нагрудный знак «За заслуги перед городом Архангельском» (31 мая 2007) — за большой личный вклад в развитие города Архангельска, организаторские способности, активное участие в воспитании молодого поколения.[8]
- Государственная премия СССР
- Орден Трудового Красного Знамени
- Орден Октябрьской Революции
- медали «За доблестный труд. В ознаменование 100-летия со дня рождения В. И. Ленина» и «Ветеран труда»